# Fabiano de Cristo
João Barbosa (Soengas, Portugal, 8 de fevereiro de 1676 – Rio de Janeiro, 17 de outubro de 1747), popularmente conhecido pelo seu nome religioso de Fabiano de Cristo, foi um frade da Ordem dos Frades Menores. Ainda jovem emigrou para o Brasil, onde desenvolveu um trabalho de dedicação e amor ao próximo.

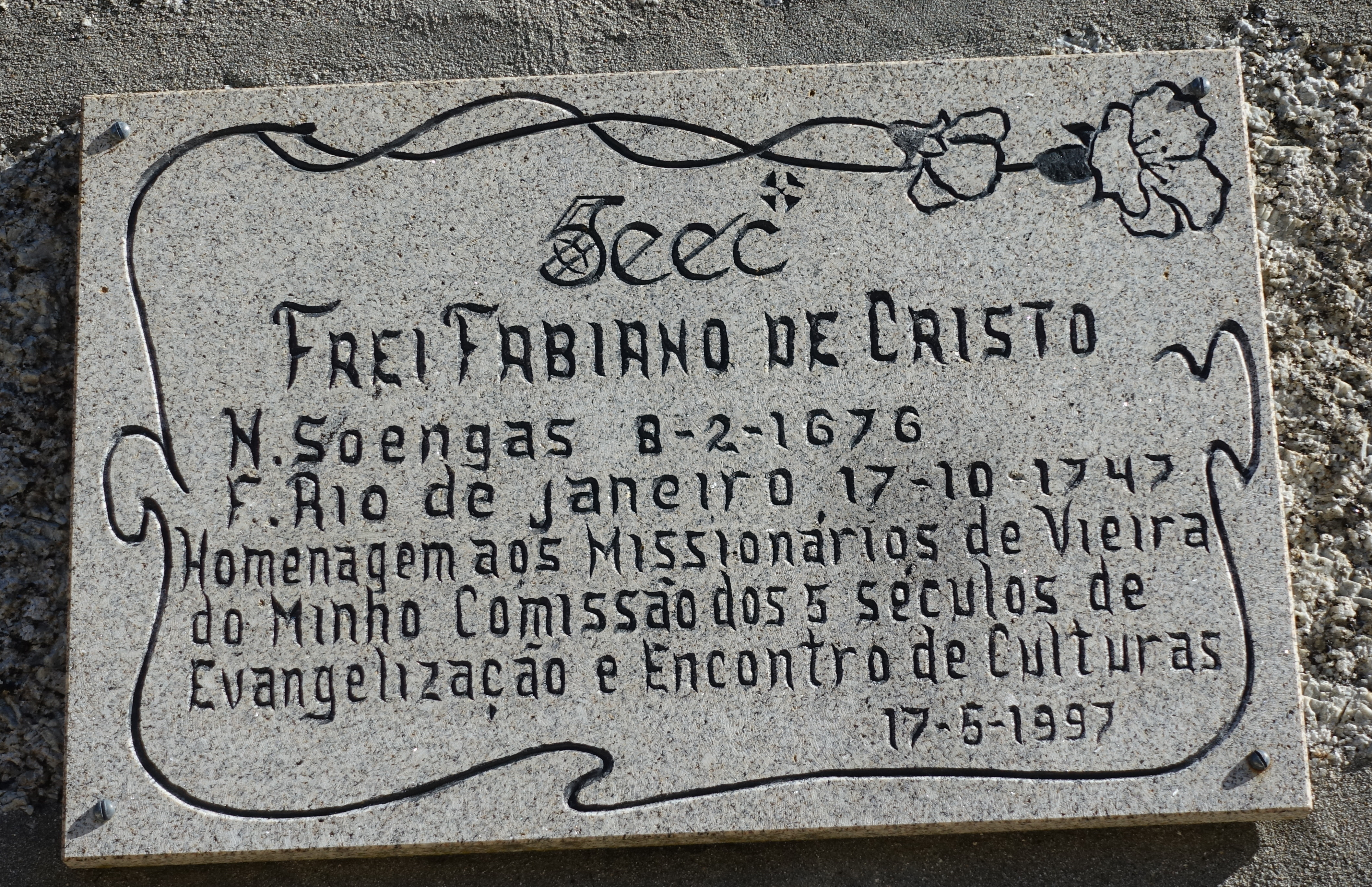
Placa na Igreja de Soengas

## Biografia
Filho de Gervásio Barbosa e sua esposa, Senhorinha Gonçalves, foi um dos seis filhos do casal, e o único homem. De suas irmãs, quatro se tornaram religiosas. João Barbosa foi criado no campo, pastoreando ovelhas. A sua família havia sido abastada, mas à época sofria limitações financeiras e, por essa razão, o jovem não teve oportunidade de dedicar-se aos estudos.
Buscando retomar a antiga fortuna da família, mudou-se para a cidade do Porto, onde veio a trabalhar como conferente de cargas em uma firma que se dedicava à exportação de especiarias. Era o início do ciclo do ouro no Brasil e, ouvindo dos marinheiros as notícias da riqueza e das oportunidades além do Atlântico, decidiu emigrar. Com mais dois sócios, meses depois, desembarca na cidade do Rio de Janeiro.

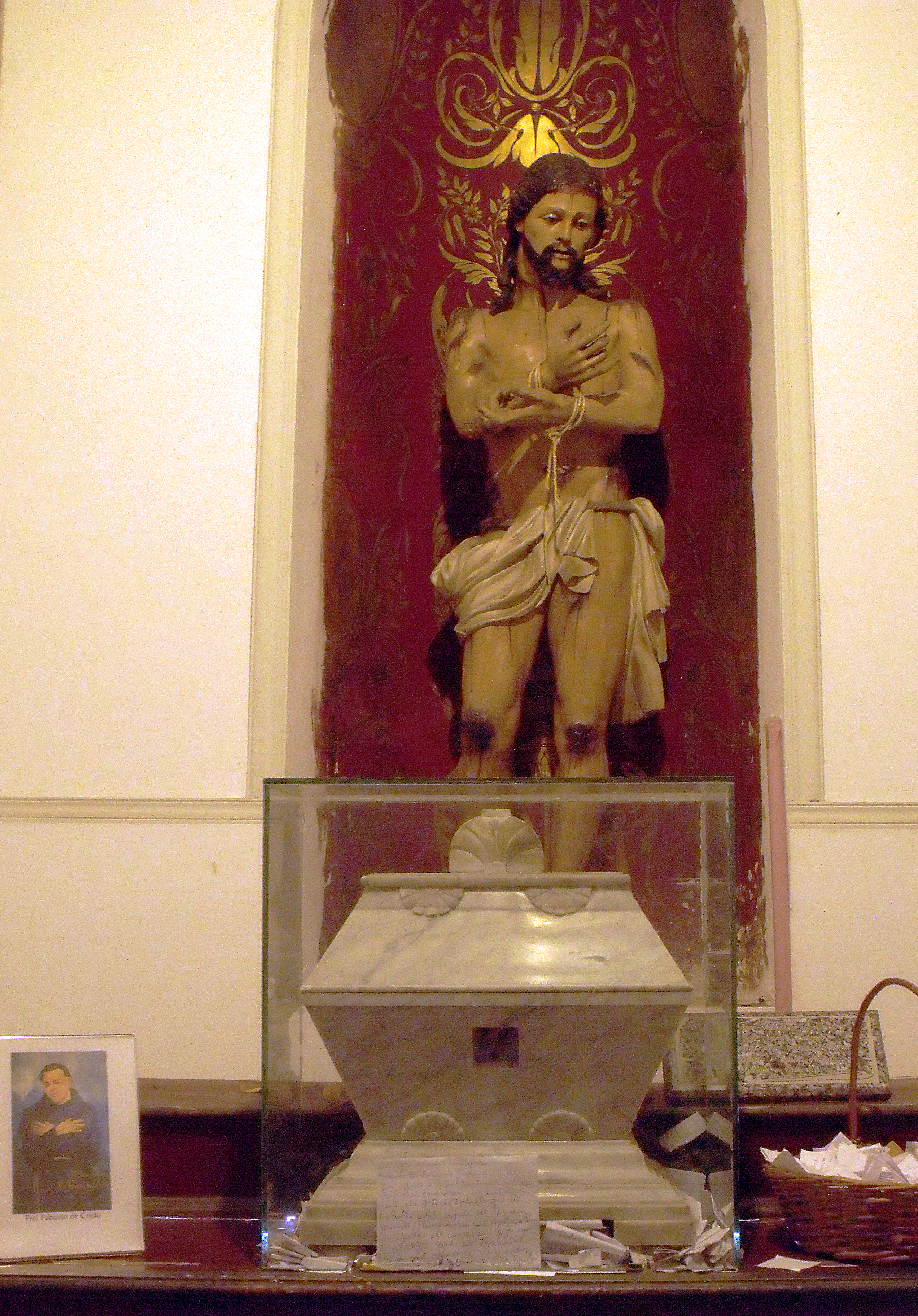
Memorial com a urna contendo a ossada de Frei Fabiano de Cristo, localizado no Convento Santo Antônio, no Rio de Janeiro

Desta cidade, rumam a Paraty, ponto de partida do chamado "Caminho Velho". Em suas buscas conheceu as cidades de Ribeirão de Nossa Senhora do Carmo (atual Mariana) e Ouro Preto, experimentou diversas atividades.
De retorno a Paraty, decidiu abrir comércio, no qual, em pouco tempo, prosperou. Em 1704 já possuía imponente residência, não deixando de auxiliar os necessitados. Um dia, entretanto, um de seus antigos sócios e um companheiro foram assassinados, sem motivo aparente, na aldeia de Aparição, o que terá feito João repensar a sua situação e questionar o que a fortuna amealhada realmente representava.
Em meio a esse questionamento, certo dia, ao retornar a casa após haver auxiliado financeiramente uma família necessitada, encontra uma pessoa abandonada no chão. Num impulso de solidariedade, abaixa-se e agasalha o estranho em seus braços. Tentando acalmar o desconhecido João fala:
- Vamos amigo, não tenha medo, procurarei ajudá-lo.
Sentindo uma energia estranha João prossegue e o homem lhe diz:
- Fui vítima de assalto.
João retruca:
- Não fale agora. Aqui perto há uma hospedaria. Lá será mais confortável e mais fácil tratá-lo.
Uma vez na hospedaria, João passa a noite ao lado do enfermo que em meio a delírios de febre lhe diz:
- Finalmente vens de encontro ao meu regaço.
João assusta-se:
- Mas quem é o senhor que parece conhecer-me?
E para sua surpresa, o estranho lhe diz:
- Sou aquele a quem há muitos séculos serves. Voltastes a procurar-me porque cansaste de juntar bens materiais, mas vieste ao meu encontro por procurares atender os aflitos, aplacando a fome do corpo. Mas seu coração inundado de luz alcança muito mais. Para continuar a servir-me, vai onde a dor é imensa. Enxuga as lágrimas maternais, ensina o caminho do Bem a quem desviar-se por arrastamentos e tentações inferiores. Vê que é chegada a hora para ti, de encontrar o verdadeiro tesouro que está nas Leis do nosso Pai.
João insiste:
- Mas quem é o senhor afinal?
- Eu sou o Cristo, meu filho e voltei para buscar-te e lembrar-te de tua verdadeira missão. A todos que servires, será a mim que estarás servindo. Portanto, dá tudo o que tens e terás a vida eterna. Terás-me por inteiro, e dessa forma trabalharemos juntos a servir o nosso Pai. – responde o desconhecido.
Em prantos, João refletiu sobre as palavras do “doente”, que entretanto desaparece sem deixar esclarecimentos. Passa o dia sem poder esquecer aquele encontro, na noite foi passada em claro. Quando o dia está para nascer João conseguiu adormecer e teve um sonho estranho. Vê-se num lugar muito bonito e, à sua frente, um ser luminoso com um hábito marrom que lhe estende a mão sorrindo. Reconhecendo a figura, João cai de joelhos e exclama:
- Francisco de Assis!
- Pois bem, meu irmão - diz Francisco de Assis -, se seu coração anseia em amparar os aflitos e servir ao Senhor Jesus, vem comigo.
Ao que João retruca:
- Mas tenho que despojar-me dos bens terrenos.
E Francisco lhe fala mansamente:
- Os bens da vida eterna é que devem ser entesourados, Barbosa. De agora em diante, o Evangelho será o teu tesouro maior. Não percas mais tempo. Aplica-o na prática da caridade maior, entre todos. Tu não precisarás mais percorrer muitos lugares para falar da paz e do amor de Cristo. Muitos irão procurar-te e irás orientá-los para que encontrem o Reino de Deus. Para que trabalhes com tranquilidade, o teu trabalho será de cargo singelo. O teu coração nutrir-se-á de paciência e resignação. O teu corpo sofrerá para que liberto seja o teu espírito das tentações da carne.
Aos poucos as palavras de Francisco de Assis foram tornando-se incompreensíveis e a figura desapareceu.
João Barbosa acordou assustado, mas com uma paz indizível. Surgiu então em sua mente o Convento de São Bernardino de Sena, não tendo dúvida de era ali que deveria se entregar ao Cristo!
Dividiu a sua fortuna em três partes: a primeira foi enviada a Portugal, para a família e outros acertos; a segunda, foi destinada à obras de caridade; e a terceira foi distribuída entre os pobres. A 8 de novembro de 1704 apresentou-se no convento e, em 11 de novembro do mesmo ano, vestiu o hábito marrom de São Francisco trocando seu nome de João para "Frei Fabiano de Cristo".
Em 1705, Frei Fabiano de Cristo foi transferido para o Convento Santo Antônio do Rio de Janeiro, onde veio a desempenhar a função de porteiro. Ali, por volta de 1708, assumiu o cargo de enfermeiro, muito embora não tivesse conhecimento sobre o assunto. Na enfermaria, como em todos os cargos que ocuparia, o seu amor seria exemplo de dedicação. Optou por dormir na própria enfermaria a fim de ficar junto com os doentes, noite e dia, caso algum deles precisasse de seus cuidados. Serviu nesse posto por quase trinta e oito anos.
Após anos de serviço, desenvolveu uma erisipela crônica nas pernas, que o impedia de maiores movimentos. Surgiu-lhe também um quisto num dos joelhos que, de acordo com os médicos era devido às horas que permanecia de joelho a orar. Embora tendo lhe sido recomendado repouso, não reduziu as horas de trabalho em benefício do próximo. Nunca se queixou de dores, apenas de não poder trabalhar mais na enfermaria. O joelho doente foi submetido a quatro operações, sem anestesia, inexistente à época.
Prevendo a própria morte, anunciou-a com três dias de antecedência. Em 17 de outubro de 1747, por volta das duas da tarde, rodeado pelos irmãos, faleceu. Uma multidão acorreu às portas do convento para se despedir do religioso. Afirma-se que se despediu do Superior do Convento e pediu-lhe para abraçar, um por um, todos os enfermos e companheiros da enfermaria um dia antes de sua morte. A sua ossada ainda se encontra no Convento em que passou maior parte de sua vida e não são poucos os que ali vão para pedir a cura de enfermidades ou graças.

## Espiritismo
Segundo os adeptos da Doutrina Espírita, Frei Fabiano de Cristo seria a reencarnação do padre José de Anchieta, e até hoje trabalharia em favor dos necessitados inspirando mãos amigas no planeta Terra. Muitas instituições foram fundadas com o seu nome. São muitos os casos em que curas são atribuídas ao espírito de Frei Fabiano de Cristo.